# إدوارد بينيت وليامز
إدوارد بينيت وليامز (بالإنجليزية: Edward Bennett Williams)‏ هو محامي أمريكي، ولد في 31 مايو 1920 في هارتفورد في الولايات المتحدة، وتوفي في 13 أغسطس 1988.

## وصلات خارجية
- إدوارد بينيت وليامز على موقع الموسوعة البريطانية (الإنجليزية)
- إدوارد بينيت وليامز على موقع إن إن دي بي (الإنجليزية)